# George Hearst
George Hearst (Sullivan, Misuri; 3 de septiembre de 1820 - Washington D. C.; 28 de febrero de 1891) fue un rico empresario y senador de Estados Unidos y el padre del periodista William Randolph Hearst.

## Primeros años y educación
George Hearst nació cerca de la población de Sullivan, Misuri, hijo de William George Hearst y Elizabeth Collins. Asistió a la escuela pública y fue educado parcialmente en casa por su madre, que posteriormente el propio Hearst consideraría su educación más valiosa. Aprendió la mayor parte de los aspectos técnicos de la minería de libros prestados del doctor Silas Reed, un médico local, así como mediante varias visitas a una mina del lugar.

## Fortuna minera
Cuando su padre murió en 1826, George se encargó de cuidar de su madre, de su hermano y hermana. Además trabajo en las minas y dirigió un almacén de suministros. En 1849 se enteró del descubrimiento de varios yacimientos de oro en California. Antes de decidirse a partir en busca de fortuna, se informó detenidamente, y en 1850, junto a un grupo de dieciséis buscadores de oro, se marchó a California. Según algunos informes hizo todo el camino a pie. A su llegada, en 1850, él y sus compañeros intentaron buscar oro en las cercanías de Sutter's Mill, en el río de los Americanos. Tras pasar un duro invierno y realizar pocos hallazgos de oro, se trasladaron a Grass Valley cuando oyeron noticias sobre el hallazgo de un nuevo filón. Utilizando sus conocimientos de minería y su experiencia en Misuri, George se dedicó a trabajar como prospector y negociante en minas de cuarzo. Tras casi diez años, Hearst había conseguido una regular fortuna como prospector, dedicándose a dirigir un almacén de suministros, en la minería, la ganadería y con una granja en el condado de Nevada, California.

## Inversiones
Como socio de la compañía Hearst, Haggin, Tevis and Co., Hearst tenía participación en el filón de Comstock y en la mina de Ophir en Nevada, minas de plata en Ontario y Utah, la mina de oro de Homestake en Dakota del sur (está inversión sería dramatizada en la serie televisiva Deadwood) y la mina de cobre de Anaconda, Montana. Posteriormente invertiría en la mina de Cerro de Pasco en Perú. Esta compañía minera se expandió hasta convertirse en la mayor empresa minera de capital privado de los Estados Unidos. Hearst adquirió una gran reputación como el mejor prospector y juez de propiedades mineras de la costa del Pacífico y contribuyó al desarrollo del procesado minero del cuarzo y de otras clases de minería. Otra de sus propiedades fue el periódico San Francisco Examiner, que se convirtió en el cimiento del imperio periodístico Hearst. Adquirió el periódico como señal de lealtad a sus amigos, y pensaba que podía convertirlo en una empresa de propaganda beneficiosa. Sin embargo, de todas sus posesiones la mina de oro de Homestake en Dakota del sur era de lejos la más beneficiosa.

## Vida política y personal
George Hearst regresó a Misuri en 1860 para ocuparse de su madre enferma y ocuparse de algunos problemas legales. Durante este período conoció a una joven vecina, Phoebe Apperson, una chica de 18 años (Hearst tenía 40) y se casaron el 15 de junio de 1862. En 1862 Hearst y su esposa se trasladaron a la ciudad de San Francisco, California. Phoebe dio a luz a su hijo William Randolph Hearst el 29 de abril de 1863. Por esta época George Hearst comenzó su carrera política y fue miembro de la California State Assembly desde 1865 a 1866, uno de los doce representantes de San Francisco. Durante este período adquirió el Rancho Piedra Blanca en San Simeón, California. Posteriormente compró los terrenos adyacentes donde se construiría el famoso Hearst Castle. La residencia de George y Phoebe todavía existe en la base de la colina donde construyó el castillo. El matrimonio también disponía de un hogar en San Francisco en la esquina de las calles Chesnut y Leavenworth.
George Hearst también adquirió un establo de caballos de carreras de pura sangre. Uno de sus caballos más conocidos fue Tournament. A la muerte de Hearst, Tournament fue adquirido por Foxhall P. Keen cuando el establo fue subastado el 14 de mayo de 1891.
En 1882 fue el candidato del Partido Demócrata como gobernador del Estado de California, pero perdió las elecciones.

## Carrera senatorial
Fue nombrado senador demócrata en el Senado de los Estados Unidos para cubrir la vacante tras la muerte de John Franklin Miller, senador de California, y ocupó su puesto desde el 23 de marzo de 1886 al 4 de agosto de 1886, cuando fue elegido un sucesor. En 1887 fue elegido para el senado y ocupó su puesto desde el 4 de marzo de 1887 hasta su muerte.

## Muerte
George Hearst murió con 70 años en Washington D. C. el 28 de febrero de 1891. Los legisladores de San Francisco acudieron a su funeral.
Está enterrado con su esposa y su hijo en el cementerio Cypress Lawn de Colma, California. El Hearst Memorial Mining Building en el campus de la universidad de Berkeley está dedicado a su memoria.

## Deadwood
George Hearst fue interpretado por Gerald McRaney en la serie de televisión Deadwood de la HBO. En la serie Hearst aparece como un cruel empresario sin escrúpulos que pretende apoderarse de las concesiones mineras de la ciudad.